# Parafia greckokatolicka pw. Zaśnięcia Najświętszej Bogurodzicy w Koszalinie
Parafia greckokatolicka pw. Zaśnięcia Najświętszej Bogurodzicy w Koszalinie – parafia greckokatolicka w Koszalinie. 
 Parafia należy do eparchii wrocławsko-koszalińskiej i znajduje się na terenie dekanatu koszalińskiego.

## Historia parafii
Parafia greckokatolicka pw. Zaśnięcia Najświętszej Bogurodzicy funkcjonuje od 1970 r., księgi metrykalne są prowadzone od roku 1971.

## Świątynia parafialna
Świątynia – cerkiew greckokatolicka znajduje się w Koszalinie przy ul. Niepodległości 24-26. Została poświęcona 24 czerwca 2006 r.

## Proboszczowie
- ks. Władysław Pyrczak (1970–2003)
- ks. mitrat Bogdan Hałuszka (od 2003)